# Hanns Kralik
Hanns Kralik (* 27. Mai 1900 in Neufeld an der Leitha; † 9. Mai 1971 in Düsseldorf) war ein deutscher Maler, Grafiker und Widerstandskämpfer gegen den Nationalsozialismus.

## Leben

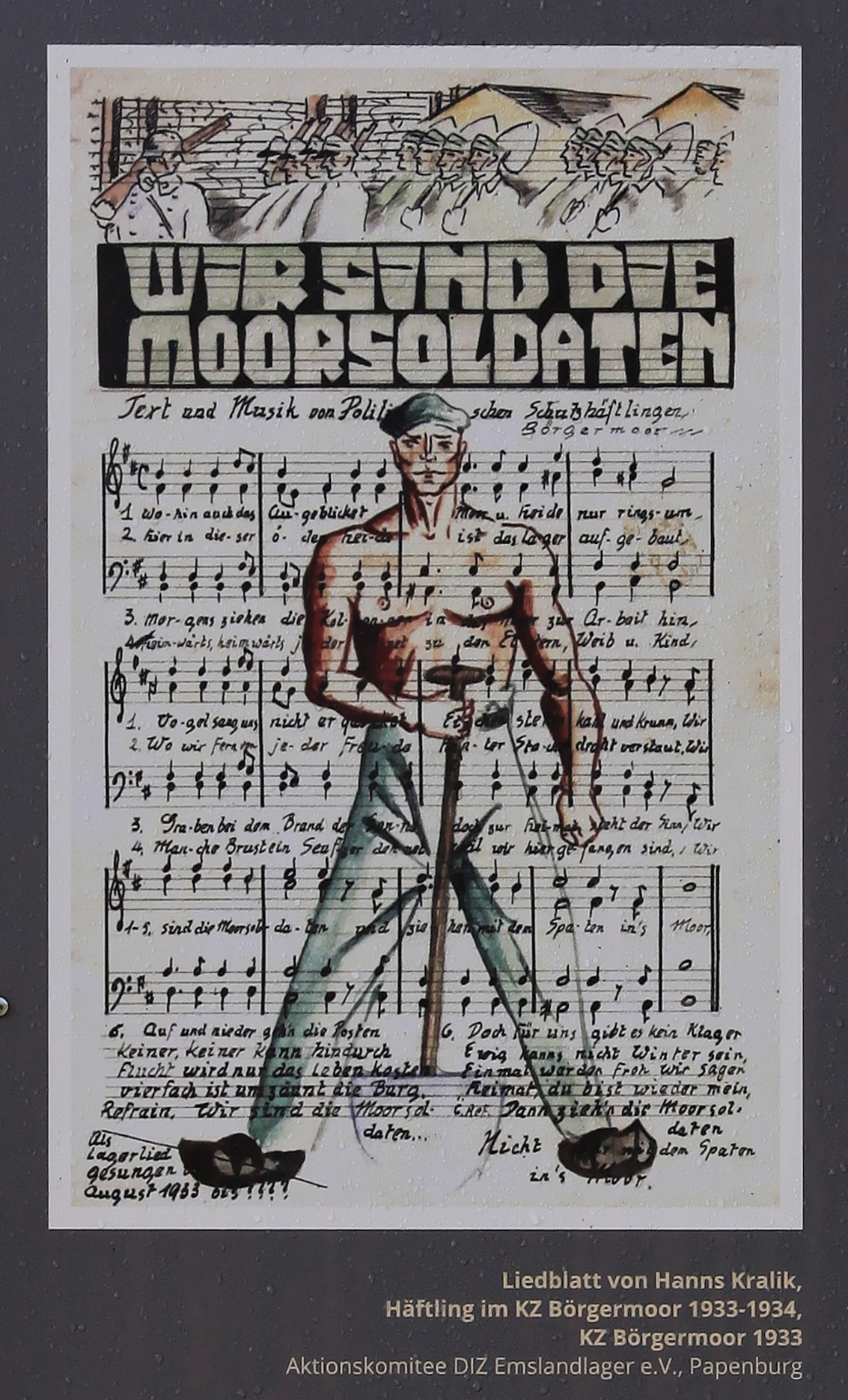
Titelblatt „Die Moorsoldaten“ von Hanns Kralik, 1933

Kralik wurde als zweites von acht Kindern eines Bergmanns im österreichischen Burgenland geboren. Dort im Grenzgebiet ging die Braunkohle bald zur Neige. So kam die Familie nach Moers und er wuchs am Niederrhein auf. Mit 14 Jahren arbeitete er bereits auf der Zeche Rheinpreußen in Moers. Ab 1920 besuchte er nebenberuflich die Kunstgewerbeschule Krefeld, 1924 begann er ein Studium an der Kunstakademie Düsseldorf, das er neben der Schichtarbeit leistete, bis 1928. Früh entwickelte er die Verbindung zum Jungen Rheinland. Er wurde Mitglied der Assoziation revolutionärer bildender Künstler, in Düsseldorf. Nach der Machtübertragung 1933 an die Nationalsozialisten beteiligte sich Kralik am Widerstand und wurde im Juni 1933 als Mitglied der Kommunistischen Partei Deutschlands verhaftet. Kralik war im KZ Börgermoor interniert. Dort fertigte er die Zeichnung zu dem Lied Die Moorsoldaten an, von denen zwei auch in Wolfgang Langhoffs Buch Die Moorsoldaten. 13 Monate Konzentrationslager. Unpolitischer Tatsachenbericht zu finden sind.
Im Januar 1934 wurde Kralik aus der Haft entlassen und floh zusammen mit seiner Frau Lya im Dezember 1934 über Holland nach Paris. Er beteiligte sich am antifaschistischen Widerstand und fertigte Plakate, Flugblätter, Streuzettel sowie Ausweispapiere für Illegale Mitbegründer des Deutschen Künstlerbundes in Paris.
1939 wurde Kralik Opfer der französischen Internierungspraxis und verbrachte die Jahre bis einschließlich 1942 in Internierungslagern in Albi (Camp de la Viscose), Agde und Chanac.
Von 1943 bis 1945 war Kralik Mitglied der Bewegung „Freies Deutschland“ und betätigte sich wiederum in der Herstellung illegaler Informations- und Propagandamaterialien, unter anderem auch solchen, die der Aufklärung der Wehrmachtsangehörigen dienen sollten.
Kralik kehrte Ende Juni 1945 nach Düsseldorf zurück und war dort ab Juli 1945 Beigeordneter der KPD, Kulturdezernent im Amt für kulturelle Angelegenheiten in Düsseldorf und Sportdezernent. 1951 wurde er wegen seiner KPD-Mitgliedschaft aufgrund des Adenauer-Erlasses zur Verfassungstreue entlassen.
In den letzten 20 Lebensjahren widmete sich Kralik wieder dem künstlerischen Schaffen.

## Werke nach 1945 (Auswahl)
- Kriegstransporte verhindern ist eine patriotische Pflicht (Tempera, um 1951)[7]
- Betriebskomitee (Öl, 1952)[8]
- Philipp-Müller-Aufgebot (Öl, 1952)[9]

## Ausstellungen
- 1951/1952: Berlin, Museumsbau am Kupfergraben („Künstler schaffen für den Frieden“)
- 1953: Dresden, Dritte Deutsche Kunstausstellung[10]
- 1980 Dresden: Galerie Comenius
- 2000: Bonn, Galerie Pentagramm („Bilder aus dem Widerstand“. Zum 100. Geburtstag Hanns Kraliks")
- 2023: Moers, Grafschafter Museum im Schloss („Hanns Kralik – Mensch wie stolz das klingt“)[11]